# Irpicaceae
Irpicaceae es una familia de hongos en su mayoría polipoides y costra del orden Polyporales.

## Taxonomía
La familia fue circunscrita en 2003 por los micólogos Viacheslav Spirin e Ivan Zmitrovich. El género tipo es Irpex. Los análisis filogenéticos multigénicos posteriores de Polyporales apoyaron el uso de esta familia. En estos análisis, Irpicaceae es un grupo hermano de Meruliaceae; estas dos familias, así como las Phanerochaetaceae, forman el clado de los hongos flebioides.

## Descripción
Irpicaceae contiene hongos polipoide y costra. Tienen un sistema de hifas monomítico, que contiene solo hifas generativas que no tienen conexiones de abrazadera. Sus esporas son de paredes delgadas, lisas y translúcidas. Los cistidios suelen estar ausentes del himenio. Más raramente, algunas especies son dimíticas con cistidios o conexiones en pinza presentes; por ejemplo, Emmia e Irpex tienen cistidios, y hay conexiones de abrazadera en Gloeoporus. Los hongos de Irpicaceae producen una pudrición blanca, excepto un género de pudrición parda (Leptoporus).

## Géneros
- Byssomerulius Parmasto (1967) – 9 especies[4]
- Ceriporia Donk (1933) – 57 especies[5]
- Efibula Sheng H.Wu (1990) – 16 especies[6]
- Emmia Zmitr., Spirin & Malysheva (2006)[1]
- Flavodon Ryvarden (1973) – 3 especies
- Gloeoporus Mont. (1842) – 32 especies
- Hydnopolyporus D.A.Reid (1962) – 2 especies[7]
- Irpex Fries (1825)
- Leptoporus Quél. (1886) – 12 especies
- Meruliopsis Bondartsev (1959) – 2 especies
- Trametopsis Tomšovský (2008) – 3 especies[8]